# Madill
Madill is een plaats (city) in de Amerikaanse staat Oklahoma, en valt bestuurlijk gezien onder Marshall County.

## Demografie
Bij de volkstelling in 2000 werd het aantal inwoners vastgesteld op 3410.
In 2006 is het aantal inwoners door het United States Census Bureau geschat op 3698, een stijging van 288 (8.4%).

## Geografie
Volgens het United States Census Bureau beslaat de plaats een oppervlakte van
7,6 km², waarvan 7,5 km² land en 0,1 km² water. Madill ligt op ongeveer 247 m boven zeeniveau.

## Plaatsen in de nabije omgeving
De onderstaande figuur toont nabijgelegen plaatsen in een straal van 20 km rond Madill.